# Naer Mataron
Naer Mataron est un groupe de black metal grec, originaire d'Athènes.

## Biographie
Naer Mataron est formé en 1994 par le bassiste Keádas et le guitariste Morpheas. Selon le site du groupe, « les paroles traitent de l'antique panthéon hellénique, avec des vertus telles que la fierté et l'honneur tirées des périodes et des héros de l'histoire européenne. » Le groupe qualifie parfois son style de "Black Metal Hellénique".
En 2007, le groupe a enregistré son album Praetorians en Norvège avec Vicotnik du groupe Dødheimsgard au chant.
En 2009, le batteur italien Asmodeus Draco Dux rejoint le groupe.
En 2012, Keádas (de son vrai nom Geórgios Germenís) se fit élire au parlement grec comme député du parti d'extrême-droite Aube Dorée. Naer Mataron est depuis accusé par les sites antifas d'appartenir à la mouvance National socialist black metal (NSNM), alors que le groupe s'affirme apolitique : « À tous les éventuels intéressés: Naer Mataron est et reste un groupe Black Metal pur sang, et en conséquence non politisé. Cela dit, chaque membre a le droit d'avoir et de défendre ses idées et convictions et d'agir en conséquence. C'est pour cela que tout type d'activité politique mise sur le devant de la scène par un quelconque membre du groupe est une question purement personnelle et doit être considérée comme telle. Le groupe refuse donc toute tentative d'attribution d'une étiquette politique, et nous répondrons par voies légales à toute fausse accusation en ce sens ».
Kaiadas, ou le Céadas, serait par ailleurs le nom du "gouffre où les Spartiates jetaient les enfants handicapés". Germenís est souvent absent des concerts du groupe.
Selon le webzine Thrashocore, le groupe jouerait actuellement du Death Metal.

## Membres

### Membres actuels
- Keádas (Geórgios Germenís) : basse, chant (depuis 1994)
- Indra (Sotiris S.) : guitare (depuis 2003)
- Asmodeus Draco Dux (Jonathan Garofoli) : batterie (depuis 2009)
- Talos (Dimitris Christopoulos) : guitare, basse, chant (concerts) (depuis 2015)
- Maro (Marek Gołaś) : guitare (concerts) (depuis 2015)

### Anciens membres
- Morpheas (Sykelig / Michael Siouzios) : guitare, chant (1994-2006)
- Vicotnik (Yusaf Parvez) : chant (2006-2012)
- Warhead (Terry Eleftheriou) : batterie (2003-2009)
- Nordvargr (Henrik Björkk) : claviers (2004-2012)
- Aithir (Nikos Tsovilis) : chant (1998, 2000), batterie (2000-2003)
- Merkaal (Orestis Oikonomopoulos) : chant (session)
- Lethe (Akis Kapranos) : batterie (session)

### Musiciens live
- Jarboe (Swans) : Voix féminine (depuis 2012)
- Fade Kainer : Samples (depuis 2012)

## Discographie

### Studio
- Up from the Ashes (1998)
- Skotos Aenaon (2000)
- River at Dash Scalding (2003)
- Discipline Manifesto (2005)
- Praetorians (2008)
- Ζήτω ο θάνατος (2012)
- Και ο λόγος σάρξ εγένετο (2013)
- Lucitherion Temple of the Radiant Sun  (2018)

### Live
- Ancient Tartaric Live, Woodstock'98 (1998)
- Nacht der drohenden Schatten (2016)

### Démos, EP, split, compilations
- The Great God Pan (démo, 1996)
- A Holocaust in Front of God's Eyes (EP, 2001)
- Aghivasiin - Lessons on How to Defeat Death (compilation, 2004)
- Awaken in Oblivion (compilation, 2004)
- Voice of Hate / Naer Mataron (split avec Voice of Hate, 2006)
- Εγώ ειμί το φώς του κόσμου (EP, 2012)
- The Whisperer in Darkness / Καταχθόνια μυσταγωγία (Κέλευσμα των βαρόνων του λάκκου) (split avec Nergal, 2013)